# Misterianismo
El misterianismo (o neomisterianismo) es una tesis metafísica y epistemológica defendida hoy principalmente por el filósofo Colin McGinn, quien sostiene que parte de la realidad necesariamente escapa a nuestra comprensión porque las capacidades cognitivas de nuestra especie son naturalmente limitadas. La naturaleza de la consciencia pertenecería a esta dimensión de la realidad inaccesible a nuestra inteligencia y, por tanto, el difícil problema de la consciencia nos resultaría imposible de resolver.

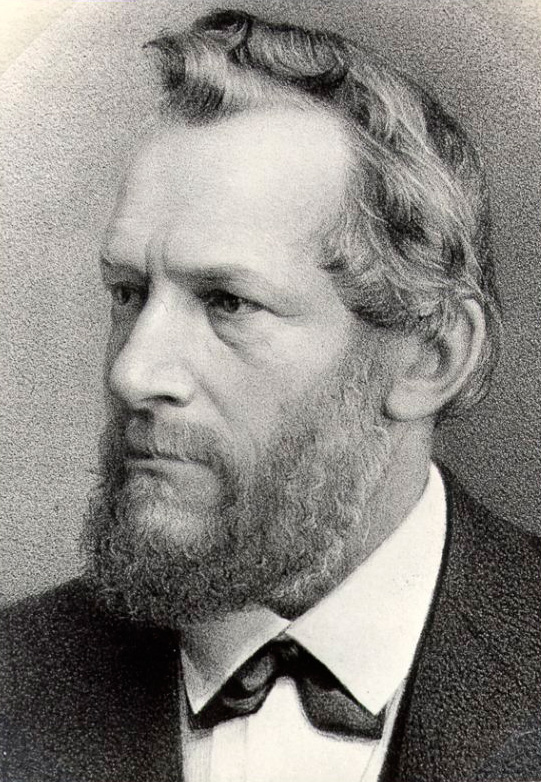
Emil du Bois-Reymond enumeró siete enigmas que, según él, la ciencia no puede responder, como la cuestión del origen de la vida o la de la naturaleza de las sensaciones subjetivas.

## Misterianismo y neomisterianismo
El término «neomisterianismo» (New mysterianism en inglés) fue acuñado por Owen Flanagan en 1991. Desde entonces hemos distinguido dos versiones del misterianismo que forman parte de dos tradiciones muy diferentes: una es ontológica (tradición idealista), la otra, más reciente, es epistemológica (tradición naturalista).
La primera versión —el misterianismo clásico— implica que la consciencia es una realidad absolutamente ininteligible, más allá de toda racionalidad, porque difiere ontológicamente de todo lo que es racionalizable. Esta versión del misterianismo ha estado representada desde el siglo XIX por científicos como T. H. Huxley, John Tyndall y Emil du Bois-Reymond, pero tiene raíces históricas más profundas. Tiende a convertir la consciencia en un fenómeno sobrenatural.
La segunda versión —el «neomisterianismo»— corresponde a la tesis menos radical según la cual el misterio de la consciencia no reside en la naturaleza misma de la consciencia, considerada por otros como un fenómeno natural, sino que es una consecuencia de la limitación constitutiva de la mente humana. En este sentido, Colin McGinn y Noam Chomsky son neomisterianistas, es decir, misterianistas en el sentido epistemológico. Según ellos, no hay nada en la conciencia misma que la haga inaccesible en principio a cualquier comprensión; el misterio de la conciencia es simplemente que nosotros, como humanos, somos incapaces de captar el concepto con claridad. 

En el centro de esta visión se encuentra la idea primero defendida por Chomsky y luego desarrollada por McGinn de «cierre cognitivo»: el acceso a toda una parte del mundo quedaría definitivamente cerrado a determinados sistemas cognitivos. Así, el universo visual del gato, que no puede percibir los colores, está definitivamente cerrado en el nivel perceptual a ciertos aspectos del mundo visible («cierre perceptivo»), y su mente, definitivamente cerrada en el nivel cognitivo a ciertos aspectos del mundo inteligible, al álgebra o a la teoría de la mente, por ejemplo. Este cierre cognitivo, que comienza en el nivel mismo de la percepción, forma parte de la condición felina del gato , y como gato no puede liberarse de él. Del mismo modo, el ser humano, que no se sitúa fuera de la naturaleza, está limitado en sus capacidades por las condiciones biológicas de su existencia.

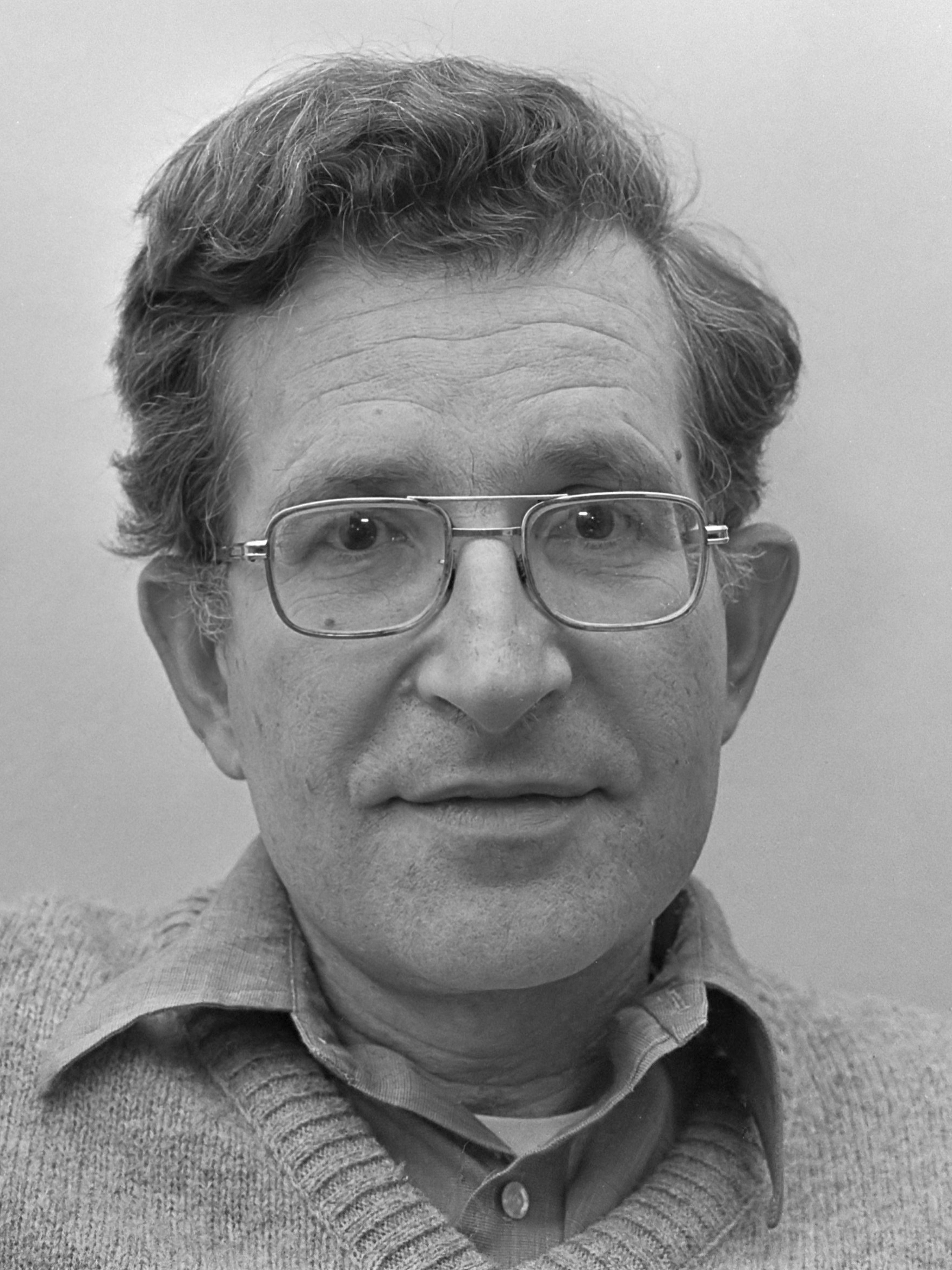
Noam Chomsky (aquí en 1977) ha defendido la idea de limitación cognitiva: nuestras estructuras mentales resultantes de la evolución han sido seleccionadas para resolver problemas técnicos cotidianos, no para responder a grandes problemas metafísicos.

## Las tesis del misterianismo contemporáneo

### Una solución terapéutica al problema de la consciencia
El misterianismo representa hoy un enfoque original del problema intelectual planteado por el fenómeno de la consciencia. Más que pretender aportar una solución teórica al problema de la conciencia, propone una solución terapéutica: aliviarnos del malestar intelectual en el que nos encontramos ante un fenómeno cuya naturaleza se nos escapa explicando el porqué de esta situación. En este sentido, se trata de una respuesta al problema que es a la vez pesimista en un primer nivel y optimista en un segundo: si nos resulta imposible explicar el fenómeno de la conciencia (observación pesimista), podemos por otro lado comprender fácilmente porqué nos encontramos en esta imposibilidad y así salir de este impasse intelectualmente frustrante (actitud optimista).

### Las aporías de la filosofía de la mente
El misterianismo se presenta como una solución a la constatación del fracaso de los múltiples intentos de explicar el fenómeno de la consciencia. Según esta tesis, es precisamente el fracaso de estas teorías lo que debe explicarse para finalmente adoptar la actitud correcta ante los problemas de la filosofía de la mente. Lo que habitualmente se percibe como un problema difícil, el de la naturaleza de la consciencia y su relación con el mundo físico, se entiende entonces como un problema cuya resolución es humanamente imposible, no sólo por los límites actuales de nuestro conocimiento y nuestros conceptos, sino debido a la propia naturaleza de la mente de quienes buscan resolverlo. De hecho, para los defensores del «neomisterianismo», la mente humana está limitada en sus capacidades por su propia naturaleza, como lo está la de todos los demás animales. Nuestro aparato cognitivo, por muy eficiente que sea, está constituido de tal manera que cualquier conocimiento de la realidad es necesariamente limitado y, por tanto, una comprensión integral o profunda de esta realidad no está a nuestro alcance.
Nuestra consciencia, de la que sólo captamos el aspecto fenoménico a través de la introspección, forma parte, al menos en parte, de esta dimensión «nouménica» del mundo, inaccesible por definición. Por supuesto, lo mismo se aplica a la consciencia de los demás, de la que sólo captamos las manifestaciones físicas y de comportamiento. Por tanto, nuestra comprensión de la consciencia se limita a ciertos aspectos que no nos permiten captar su esencia. Incluso si todavía podemos esperar razonablemente una explicación de la mente en términos de relaciones entre diferentes estados mentales conscientes o no conscientes, entre creencias y deseos por ejemplo, no parece razonable, en cambio, esperar una explicación satisfactoria del aspecto propiamente fenoménico de la conciencia, un aspecto que consiste en ciertas experiencias cualitativas, en un cierto «qué se siente» percibir colores o sentir dolor, por ejemplo. Sin embargo, explicar la consciencia es primero explicar este aspecto esencial de la misma, a partir de elementos que en sí mismos no son dados a la introspección.

### El misterio de la consciencia
Al igual que el gato y todos los animales, el hombre es un producto natural de la evolución y su sistema cognitivo, aunque haya evolucionado hasta el nivel más alto de rendimiento del reino animal, necesariamente tiene sus propias limitaciones. Por tanto, según el misterianismo, es muy ilegítimo y presuntuoso creer que los seres humanos como tales no tendrían límites cognitivos y que nada en el mundo podría obstaculizar su capacidad de comprensión. El misterianismo se presenta entonces como una posición razonable que sitúa la condición humana en la naturaleza: al igual que la imposibilidad de comprender el álgebra forma parte de la condición felina del gato, la imposibilidad de comprender ciertos aspectos del mundo es parte de la condición humana. La consciencia parece ser una de esas cosas siempre misteriosas para el hombre porque sentimos que el abismo que existe entre los datos introspectivos que tenemos sobre nosotros mismos y los hechos establecidos por las ciencias naturales no podrá nunca ser colmado por nuevos descubrimientos científicos. La idea, por ejemplo, de que un equipo de biólogos, tras un largo trabajo de laboratorio, finalmente haya descubierto la solución al problema de la consciencia, nos parece absurda. Para el misterianista, el sentimiento de absurdo de tal situación proviene del hecho de que para nosotros ningún dato científico es capaz de explicar la consciencia. Entonces debemos comprender las razones de este sentimiento y adoptar un punto de vista sobre la cuestión de la consciencia que vaya más allá del paradigma en el que suele plantearse.

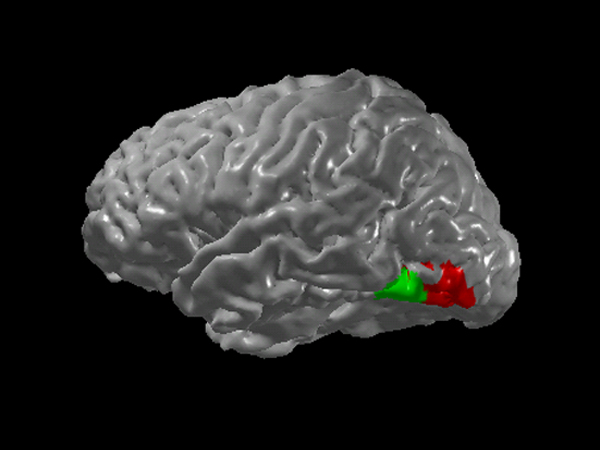
Según McGinn, por muy exhaustiva que sea nuestra investigación del cerebro, allí sólo podremos observar procesos físicos. Una experiencia subjetiva, como tal, nunca es «visible» en un escáner.

### El argumento de McGinn
La primera justificación del misterianismo reside en la observación de la evidente insuficiencia de todas las teorías que se han desarrollado hasta ahora sobre la consciencia, observación unida al sentimiento de que esta insuficiencia tiene razones profundas. Pero esta primera justificación es sólo inductiva, porque generaliza, quizás de forma abusiva, una observación del fracaso. McGinn luego añade un argumento deductivo a favor del misterianismo.
El argumento de McGinn se puede resumir de la siguiente manera. La introspección es nuestra única ruta hacia los estados de consciencia, pero no nos da acceso a los estados cerebrales. La percepción es nuestra única ruta al cerebro, pero no nos da acceso a la consciencia. No existe una tercera vía que nos permita acceder tanto a la consciencia como al cerebro. Por lo tanto, nuestro sistema cognitivo no puede producir un concepto que nos permita conectar conceptualmente aspectos subjetivos y objetivos de la mente, aspectos que corresponden respectivamente a los estados de conciencia y los estados del cerebro. En consecuencia, nuestra comprensión de la conciencia y nuestro conocimiento del cerebro están destinados a desarrollarse independientemente uno del otro, absolutamente por separado. Es esta brecha epistemológica la que impediría cualquier comprensión de cómo el cerebro está conectado con la consciencia. Además, según McGinn, no es razonable esperar que algún día se encuentre una solución satisfactoria al problema de la consciencia que nos permita integrarla en el mundo físico.
Los intentos de comprender la consciencia desde un punto de vista objetivo (naturalismo, realismo), haciendo abstracción de su aspecto fenoménico, o por el contrario desde un punto de vista subjetivo (idealismo, fenomenología), haciendo abstracción de su fundamento físico, estarían condenados a fracasar.

## Objeciones al misterianismo
Una de las principales objeciones al misterianismo de McGinn procede de Daniel Dennett. En su opinión, esta tesis excesivamente pesimista se basa en una concepción errónea de la relación entre un problema teórico y su correspondiente solución.
Podemos entender perfectamente un problema pero aún no conocer la solución; o no poder conocer la solución a un problema que no entendemos bien. Pero no sería coherente sostener que es imposible conocer la solución de un problema que entendemos bien, simplemente porque no pudimos entender esa solución. Comprender bien un problema, de hecho, implica saber qué tipos de respuestas podrían ser adecuadas para su resolución, porque existe una cierta continuidad epistemológica entre los fenómenos que cuestionamos y los que sirven de explicación. Si no tuviéramos la posibilidad de entender en qué podría consistir la solución a un problema, tampoco podríamos decir en qué consistía. Y no tener acceso cognitivo a ciertas explicaciones significa también no tener acceso a los fenómenos para los que buscamos una explicación, como el gato que no puede entender el álgebra pero que tampoco puede resolver problemas de álgebra. Cerrarse cognitivamente a la solución de un problema sería, por tanto, cerrarse a los datos mismos del problema y encontrarse incapaz de formularlo.